# Чемпіонат світу з художньої гімнастики 1997
Чемпіонат світу з художньої гімнастики 1997 пройшов з 23 по 26 жовтня в місті Берлін, Німеччина.

## Медалісти
| Дисципліна         | Золото                                                  | Срібло                                                | Бронза                                                 |
| Команда            | Команда                                                 | Команда                                               | Команда                                                |
| ------------------ | ------------------------------------------------------- | ----------------------------------------------------- | ------------------------------------------------------ |
| Командна першість  | Росія Яніна Батиршина Наталія Ліпковська Аміна Заріпова | Білорусь Євгенія Павліна Юлія Раскіна Валерія Ваткіна | Україна Тетяна Попова Олена Вітриченко Тамара Єрофеєва |
| Особиста першість  |                                                         |                                                       |                                                        |
| Абсолютна першість | Олена Вітриченко (UKR)                                  | Наталія Ліпковська (RUS)                              | Яніна Батиршина (RUS)                                  |
| Вправа з обручем   | Наталія Ліпковська (RUS)                                | Олена Вітриченко (UKR)                                | Єва Серрано (FRA)                                      |
| Вправа зі стрічкою | Олена Вітриченко (UKR)                                  | Наталія Ліпковська (RUS)                              | Єва Серрано (FRA)                                      |
| Вправа з булавами  | Олена Вітриченко (UKR)                                  | Яніна Батиршина (RUS)                                 | Наталія Ліпковська (RUS) Тетяна Попова (UKR)           |
| Вправа з скакалкою | Олена Вітриченко (UKR) Яніна Батиршина (RUS)            | Не нагороджено                                        | Наталія Ліпковська (RUS)                               |

## Медальний залік
| Місце  | Країна   | Золото | Срібло | Бронза | Загалом |
| ------ | -------- | ------ | ------ | ------ | ------- |
| 1      | Україна  | 4      | 1      | 2      | 7       |
| 2      | Росія    | 3      | 3      | 3      | 9       |
| 3      | Білорусь | 0      | 1      | 0      | 1       |
| 4      | Франція  | 0      | 0      | 2      | 2       |
| Всього | Всього   | 7      | 5      | 7      | 19      |